# 群環
在抽象代數中，群環是從一個群 {\displaystyle G} 及交換環 {\displaystyle R} 構造出的環，通常記為 {\displaystyle R[G]} 或 {\displaystyle RG}。其定義為：
{\displaystyle R[G]:=\bigoplus _{g\in G}Re_{g}\qquad } （換言之，這是由基底 {\displaystyle \{e_{g}:g\in G\}} 張出的自由 {\displaystyle R}-模）
其上的 {\displaystyle R}-線性乘法運算由 {\displaystyle e_{g}\cdot e_{h}=e_{gh}} 給出。{\displaystyle R[G]} 對 {\displaystyle R}-模的加法與上述乘法形成一個 {\displaystyle R}-代數。乘法單位元素為 {\displaystyle 1:=e_{e}}。
最常用的是 {\displaystyle R=\mathbb {Z} } 或 {\displaystyle R=\mathbb {C} } 的群環。對於後者，{\displaystyle \mathbb {C} [G]} 成為 {\displaystyle G} 的表示：{\displaystyle s\sum a_{g}e_{g}=\sum a_{g}e_{sg}}；若 {\displaystyle G} 為有限群，則稱此表示為正則表示。正則表示與有限群的表示理論有密切的聯繫。
對於無窮階的群 {\displaystyle G}，迄今對群環的結構仍所知甚少。對於局部緊拓撲群，通常採用 {\displaystyle C_{c}(G)} 或 {\displaystyle L^{1}(G)} 對摺積構成的代數，較有利於研究群的拓撲性質及其表示。

## 例子
令 {\displaystyle G=C_{3}} ，即階為 {\displaystyle 3} 的循環群，其中 {\displaystyle a} 為群的一個生成元， {\displaystyle 1_{G}} 為其單位元。群環 {\displaystyle \mathbb {C} [G]} 中的元素 {\displaystyle r} 可以表示成
{\displaystyle z_{0}1_{G}+z_{1}a+z_{2}a^{2}}
其中 {\displaystyle z_{0}} ，{\displaystyle z_{1}} 以及 {\displaystyle z_{2}} 皆為 {\displaystyle \mathbb {C} } 中的元素，即複數。
對群環中其他的元素 {\displaystyle s=w_{0}1_{G}+w_{1}a+w_{2}a^{2}} ，我們可以定義群環的加法
{\displaystyle r+s=(z_{0}+w_{0})1_{G}+(z_{1}+w_{1})a+(z_{2}+w_{2})a^{2}}
以及乘法
{\displaystyle rs=(z_{0}w_{0}+z_{1}w_{2}+z_{2}w_{1})1_{G}+(z_{0}w_{1}+z_{1}w_{0}+z_{2}w_{2})a+(z_{0}w_{2}+z_{1}w_{1}+z_{2}w_{0})a^{2}}

## 文獻
- A. A. Bovdi, , Hazewinkel, Michiel  (编), , Springer, 2001, ISBN 978-1-55608-010-4
- C.W. Curtis, I. Reiner,   Representation theory of finite groups and associative algebras, Interscience  (1962)
- D.S. Passman, The algebraic structure of group rings, Wiley  (1977)